# Lagos, Portugal
För övriga betydelser av Lagos, se Lagos (övriga betydelser).
Lagos (portugisiskt uttal: [ˈlaɣuʃ]
 ( lyssna)) är en stad i västra delen av Algarve i södra Portugal. 17 500 invånare (2001), i kommunen 31 048 invånare (2011).
Lagos, som har en väl skyddad hamn, var under 1400- och 1500-talen utgångspunkt för flera upptäcktsresor. Lagos har även varit känd för sitt sardinfiske. Staden förstördes delvis under jordbävningen 1755.

## Ortnamnet
Ortnamnet Lagos härstammar från latinets lacus (”sjö/sjöar”), syftande på de små sjöar i området. Dessa utnyttjades för att fiska och fånga skaldjur samt användes som platser där båtar kunde lägga till.                                                                                                                                          Romarna kallade orten för Lacobriga och araberna för Zawiya.

## Indelning
Lagos är indelat i fyra freguesias:
- Bensafrim e Barão de São João
- Luz
- Odiáxere
- São Gonçalo de Lagos

## Kommunikationer
Från järnvägsstationen i Lagos utgår tågtrafik mot Vila Real de Santo António, vid den spanska gränsen, via Portimão, Albufeira, Faro, Olhão och Tavira.

Motorvägen A 22, även känd som Via do Infante, utgår från Lagos kommun österut mot spanska gränsen vid Castro Marim, via Portimão, Albufeira, Faro och Vila Real de Santo António.

## Bilder

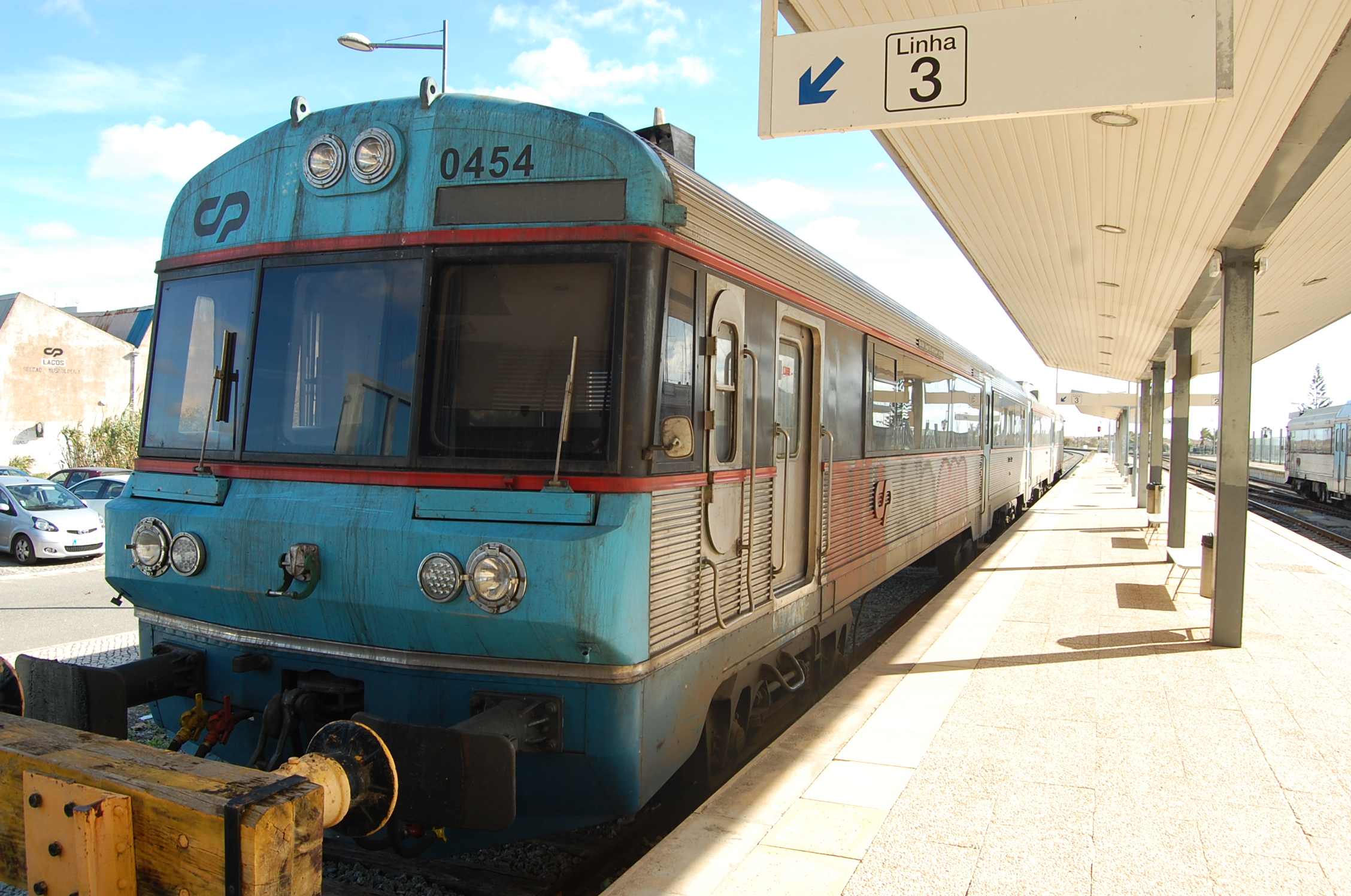
Järnvägsstationen i Lagos
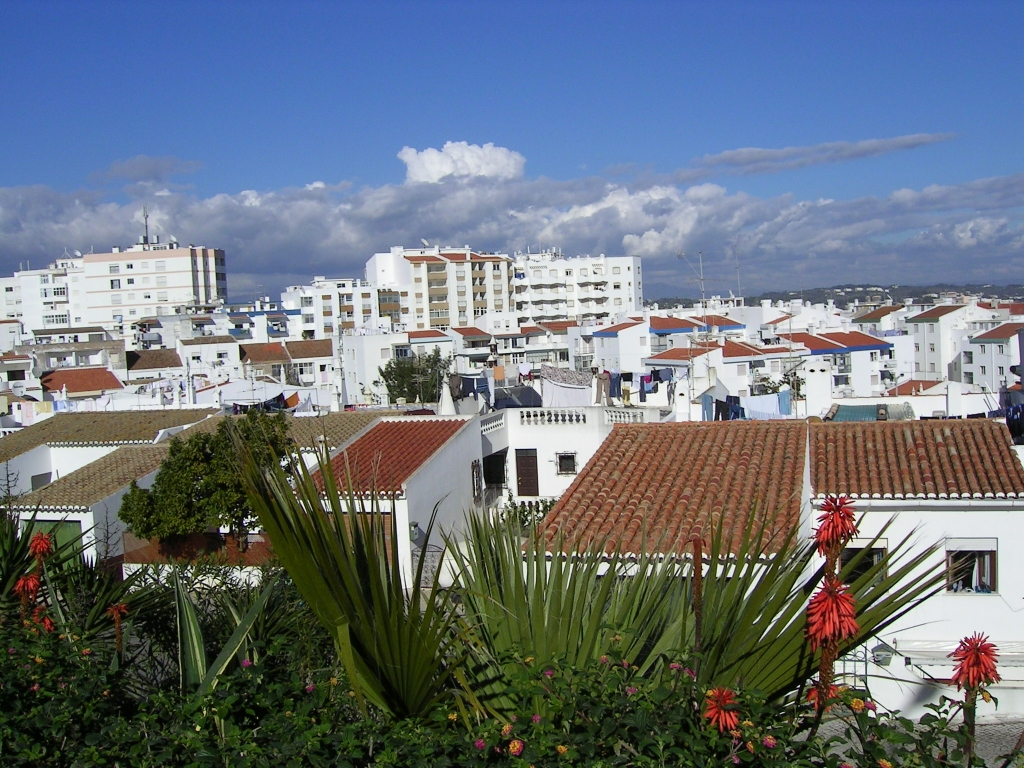
Lagos i februari 2004
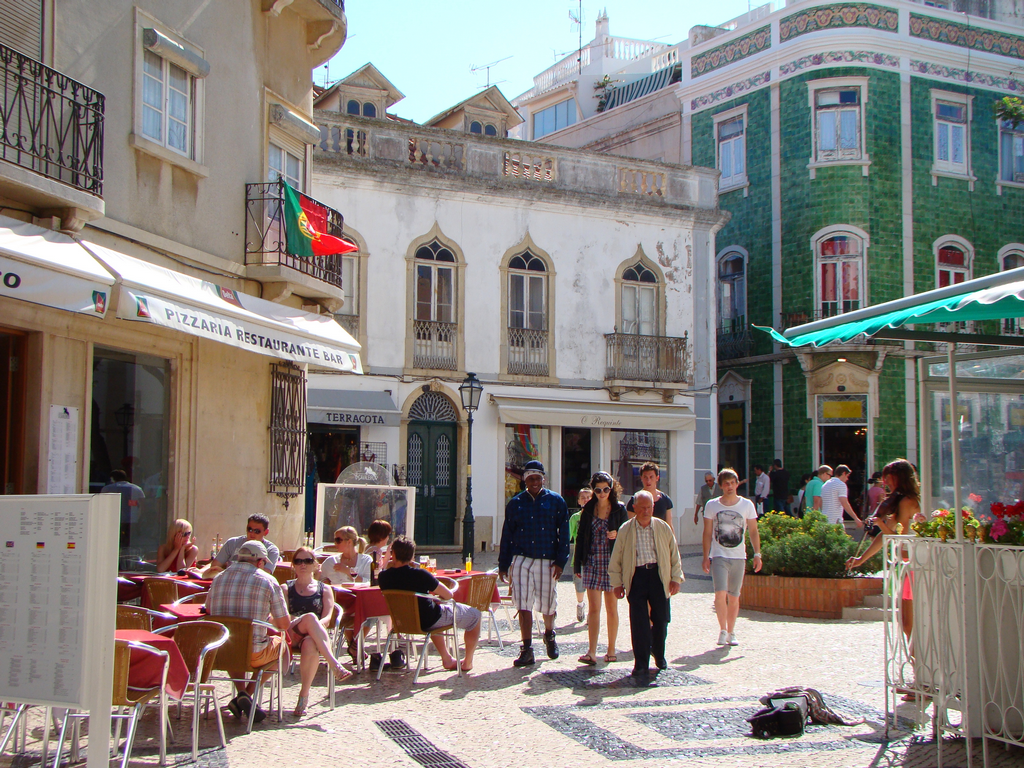
Stadens centrum
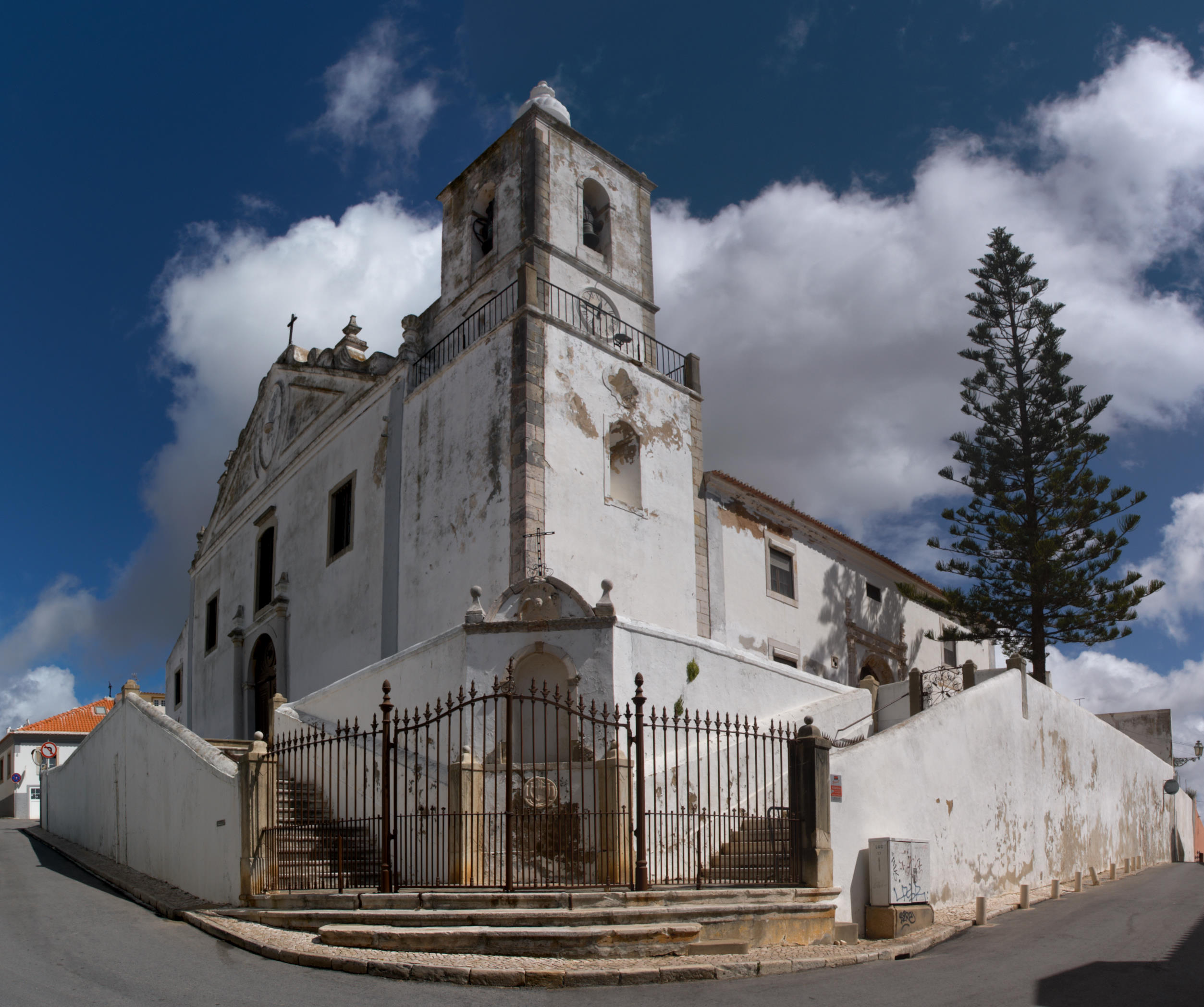
Igreja de São Sebastião
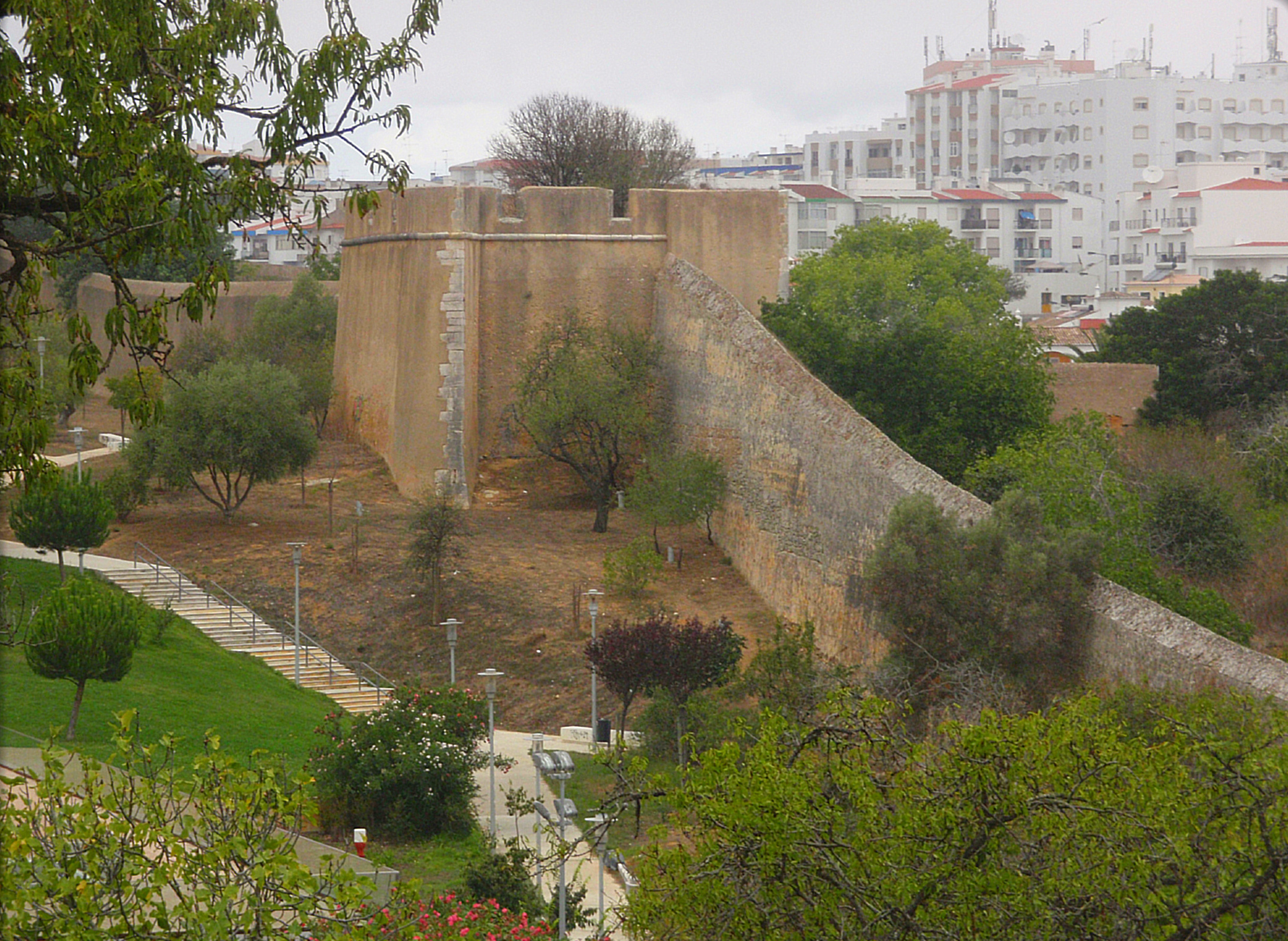
Gamla ringmuren
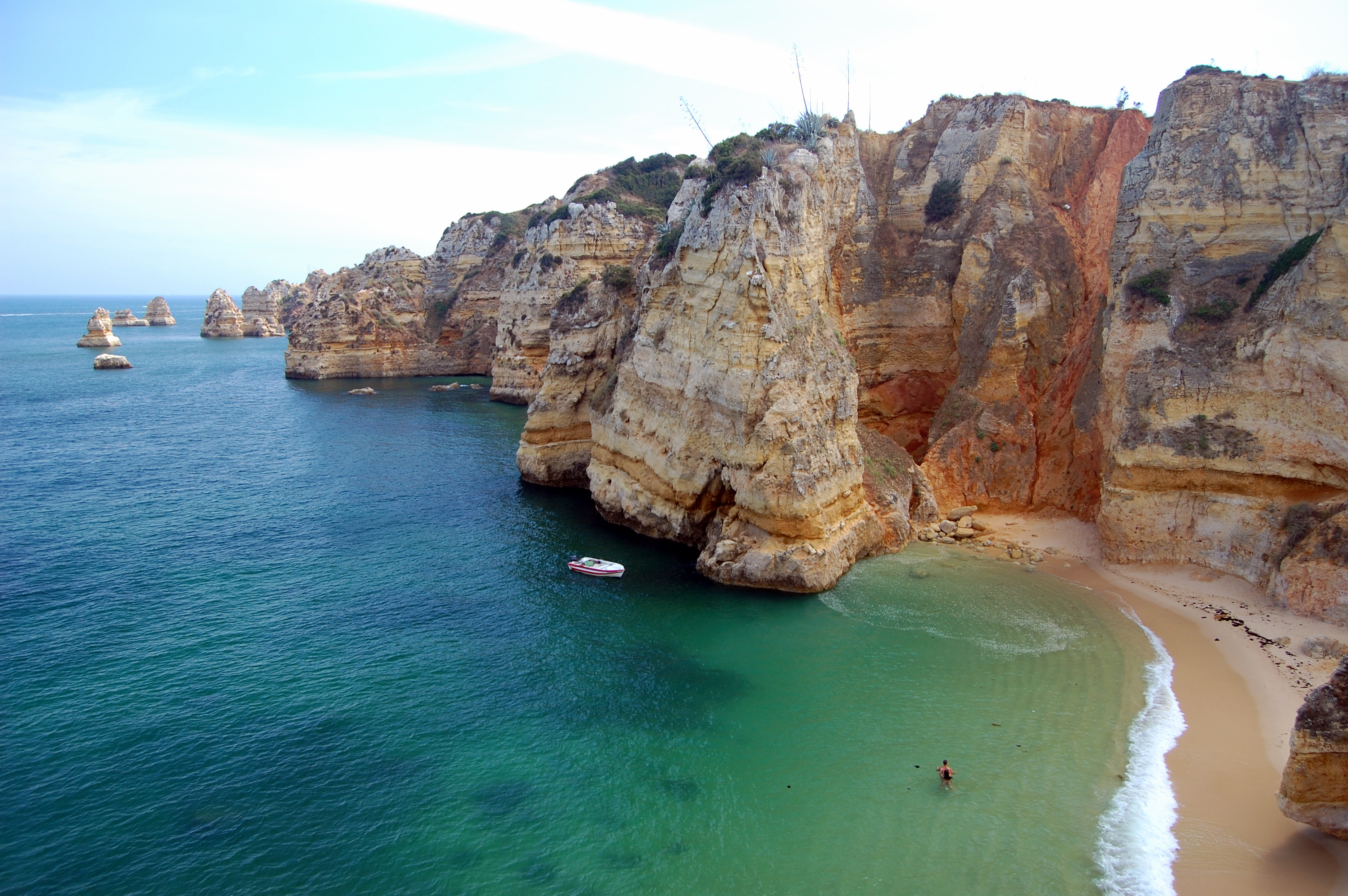
Praia de Dona Ana

### Fotnoter
1. ↑  ”Lagos” (på portugisiska). Infopédia. Porto Editora. https://www.infopedia.pt/apoio/artigos/$lagos?uri=lingua-portuguesa/lago. Läst 17 juni 2022.
2. ↑  Carlquist, Gunnar, red (1933). Svensk uppslagsbok. Bd 16. Malmö: Svensk Uppslagsbok AB. sid. 740
3. ↑  ”Toponímia - Lagos” (på portugisiska). Infopédia. Porto Editora. https://www.infopedia.pt/dicionarios/toponimia/Lagos. Läst 18 juni 2022.
4. ↑  ”I’Origens – História de Lagos” (på portugisiska). Lagos kommun. https://www.cm-lagos.pt/descobrir-lagos/concelho/origens. Läst 18 juni 2022.
5. ↑  ”Rede ferroviária (”Järnvägsnätet”)” (på portugisiska). Infraestruturas de Portugal. https://www.infraestruturasdeportugal.pt/pt-pt/infraestruturas/rede-ferroviaria. Läst 20 juni 2022.
6. ↑  ”Concessões das Infraestruturas Rodoviárias – Portugal 2019” (på portugisiska). AMT – Autoridade da Mobilidade e dos Transportes. sid. 30-31. https://www.amt-autoridade.pt/media/3012/relatorio_das_concessoes_2019_amt.pdf. Läst 4 juni 2022.
7. ↑  ”Estradas de Portugal (Vägkarta – Portugal)” (på portugisiska). Infraestruturas de Portugal. Arkiverad från originalet den 28 januari 2014. https://web.archive.org/web/20140128080223/http://www.estradasdeportugal.pt/index.php/pt/phoca-download-/category/10-prn?download=411%3Aprn-2000. Läst 4 juni 2022.